# Seznam vrcholů ve Vysokých Tatrách

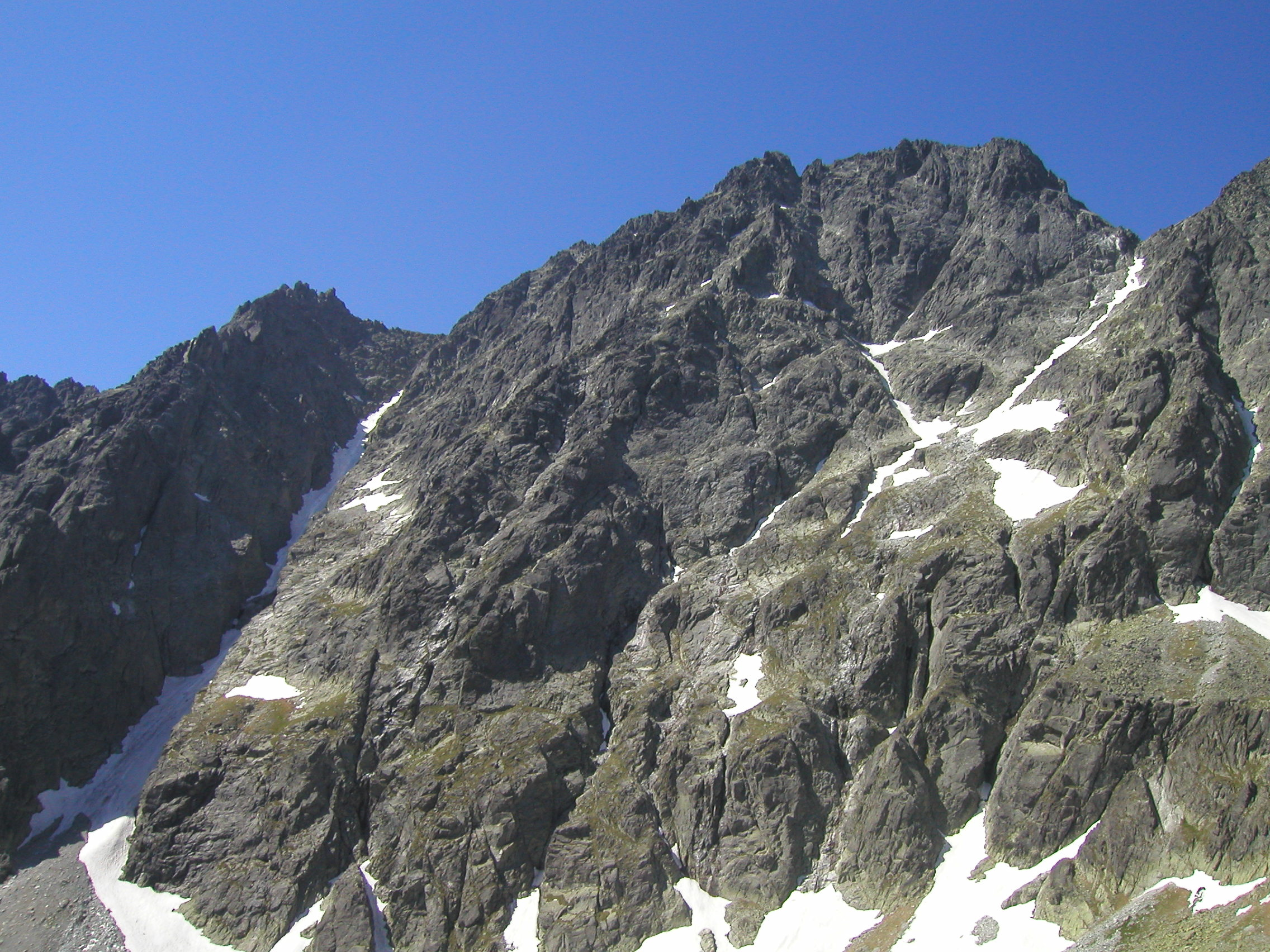
Gerlachovský štít, nejvyšší hora Tater

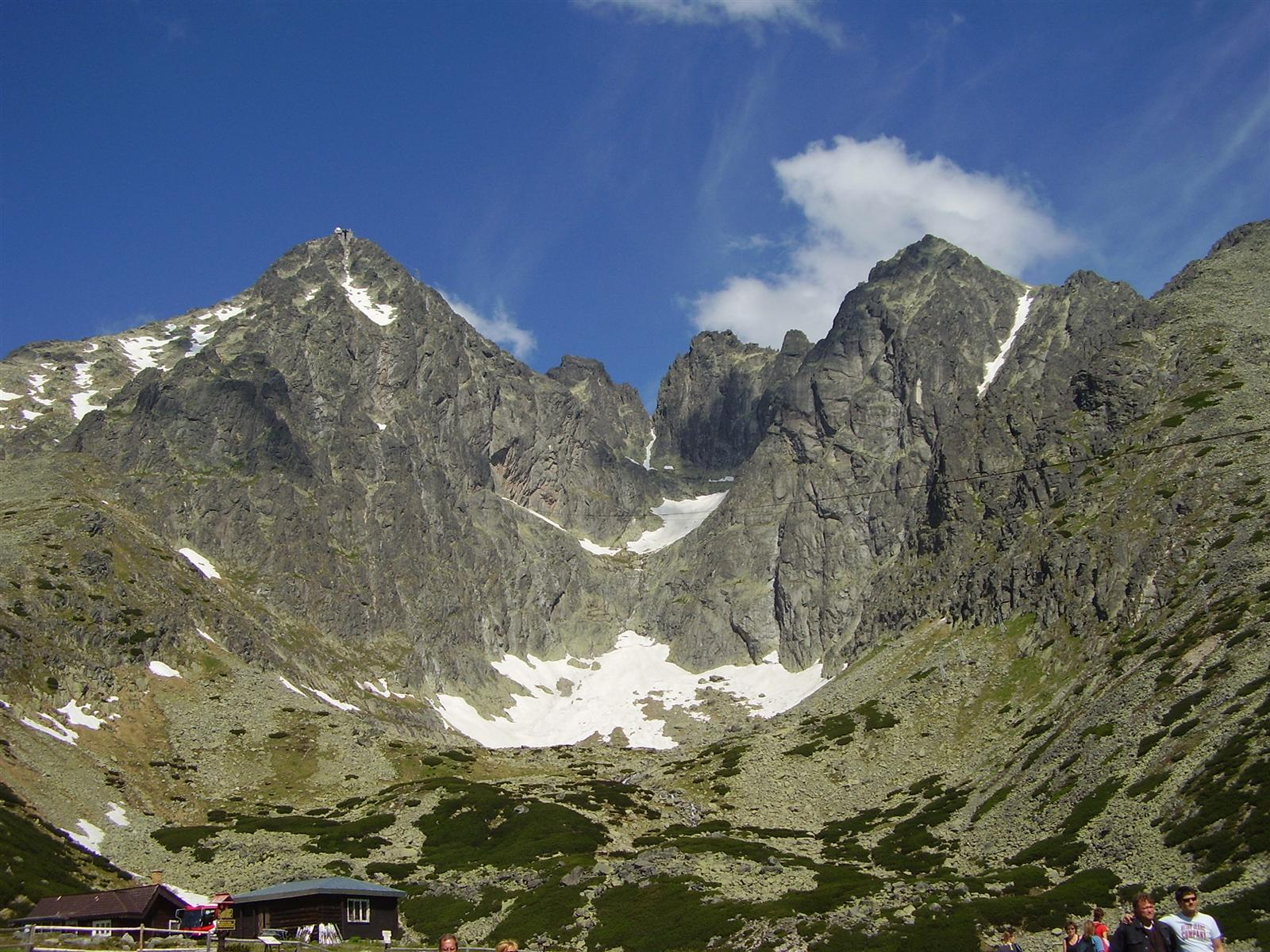
Lomnický štít ze Skalnatého plesa

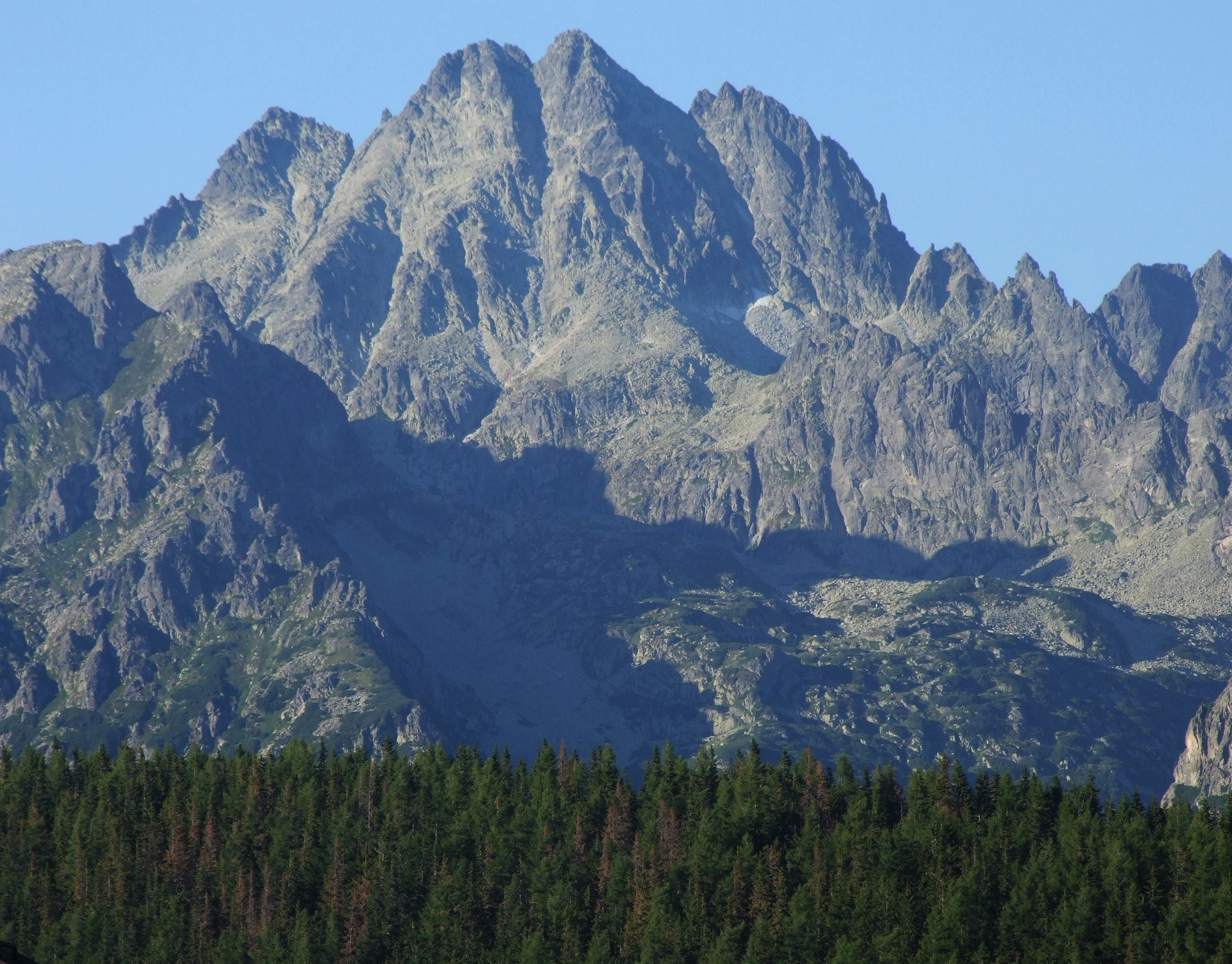
Vysoká uprostřed tzv. Koruny Tater

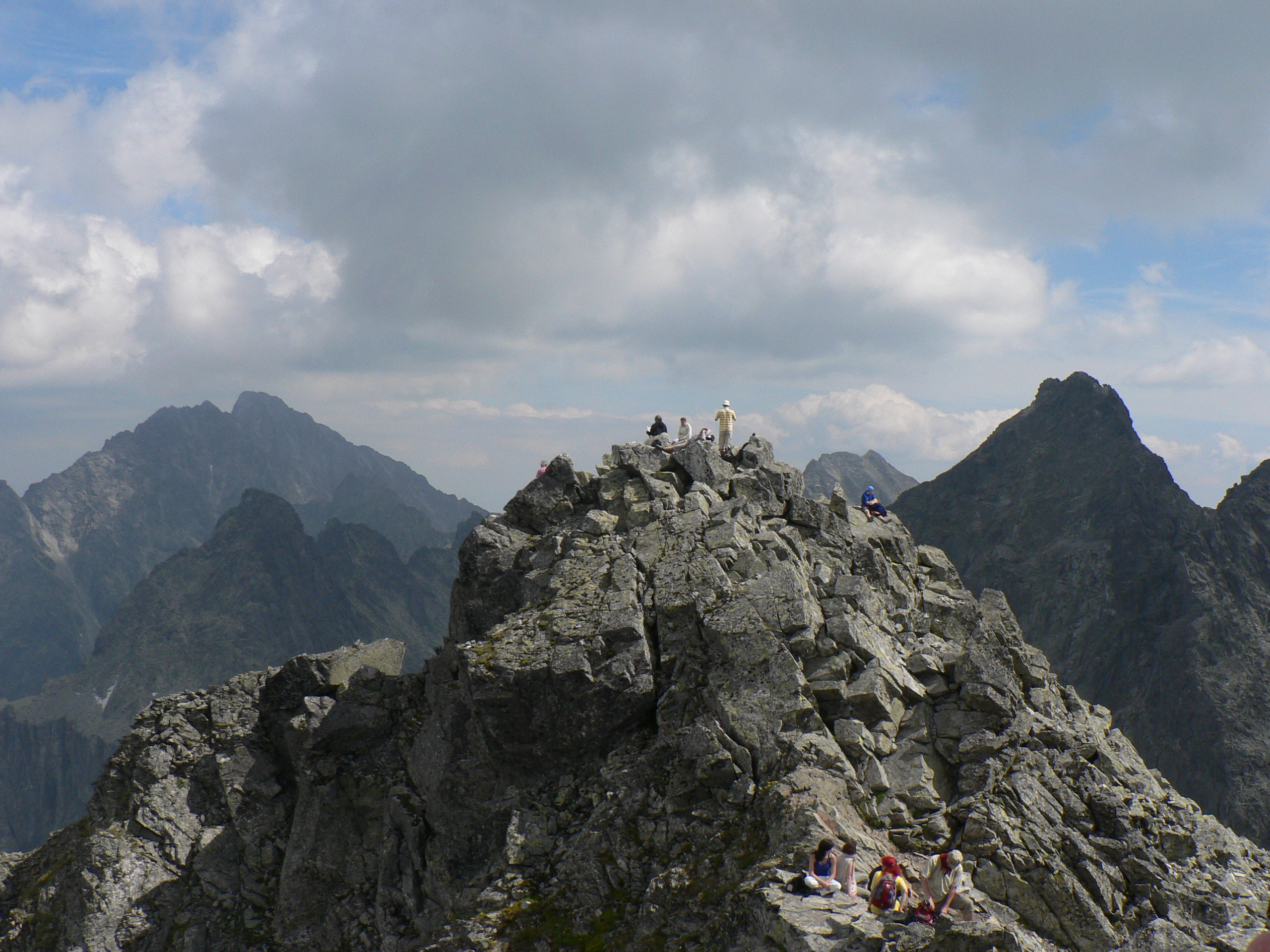
Vrchol Rysů z polského vrcholu

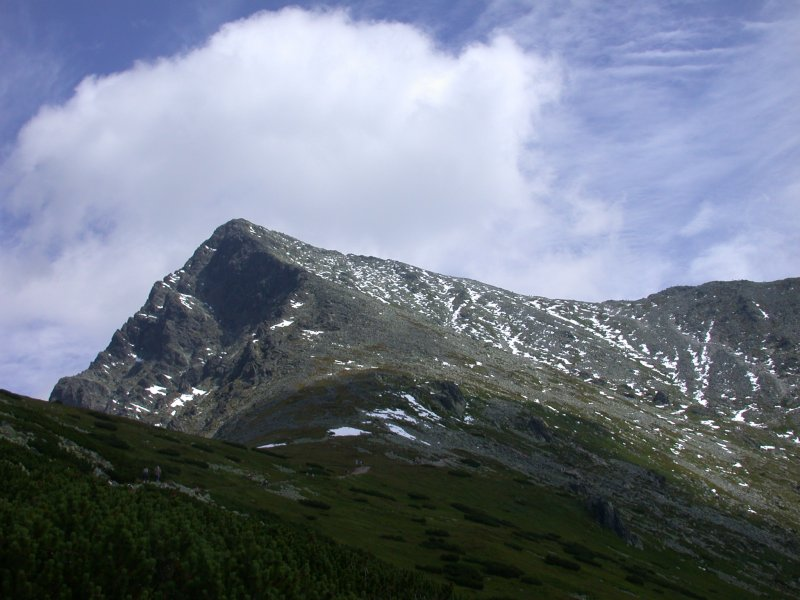
Kriváň od jihozápadu

Seznam vrcholů ve Vysokých Tatrách obsahuje hlavní vrcholy Vysokých Tater.
Ve Vysokých Tatrách bylo popsáno celkem asi 1000 štítů, věží a věžiček. Pro sestavení seznamu je nutné zvolit dodatečná kritéria pro zařazení vrcholů, tak jako v podobných seznamech nejvyšších hor. Například pro himálajské osmitisícovky je kromě nadmořské výšky 8000 m n. m. určující i prominence (tj. převýšení od nejvyššího sedla spojující daný vrchol s jiným vyšším vrcholem) alespoň 500 metrů. Pro české tisícovky je to výška 1000 m n. m. a prominence 15 metrů. Autoři seznamů tatranských vrcholů na webech Peaklist.org a Goat.cz použili jako kritérium prominenci nad 100 metrů a výšku nad 2000 m n. m.
Takových vrcholů je ve Vysokých Tatrách 29, z toho 25 ve slovenské části, 2 na slovensko-polské hranici a 2 v Polsku. Všechny přesahují 2200 m n. m.
| Výška  | Vrchol            | Souřadnice                       | Promi- nence | Mateřský vrchol   | Poznámka                    | Stát  |
| ------ | ----------------- | -------------------------------- | ------------ | ----------------- | --------------------------- | ----- |
| 2655 m | Gerlachovský štít | 49°09′49″ s. š., 20°08′02″ v. d. | 2355 m       | Mont Blanc        | nejvyšší hora celých Karpat | SK    |
| 2634 m | Lomnický štít     | 49°11′42″ s. š., 20°12′47″ v. d. | 0442 m       | Gerlachovský štít | lanovka ze Skalnatého plesa | SK    |
| 2627 m | Ľadový štít       | 49°09′56″ s. š., 20°06′55″ v. d. | 0286 m       | Lomnický štít     |                             | SK    |
| 2623 m | Pyšný štít        | 49°11′49″ s. š., 20°12′28″ v. d. | 0111 m       | Lomnický štít     |                             | SK    |
| 2556 m | Kežmarský štít    | 49°09′58″ s. š., 20°11′04″ v. d. | 0143 m       | Lomnický štít     |                             | SK    |
| 2547 m | Vysoká            | 49°10′22″ s. š., 20°05′39″ v. d. | 0279 m       | Gerlachovský štít |                             | SK    |
| 2538 m | Končistá          | 49°09′26″ s. š., 20°06′49″ v. d. | 0205 m       | Gerlachovský štít |                             | SK    |
| 2526 m | Baranie rohy      | 49°12′06″ s. š., 20°11′49″ v. d. | 0137 m       | Pyšný štít        |                             | SK    |
| 2503 m | Rysy              | 49°10′46″ s. š., 20°05′16″ v. d. | 0163 m       | Vysoká            | turisticky přístupný        | SK    |
| 2495 m | Kriváň            | 49°09′47″ s. š., 20°00′00″ v. d. | 0400 m       | Gerlachovský štít | turisticky přístupný        | SK    |
| 2476 m | Bradavica         | 49°10′16″ s. š., 20°09′21″ v. d. | 0276 m       | Gerlachovský štít |                             | SK    |
| 2462 m | Ganek             | 49°10′29″ s. š., 20°06′09″ v. d. | 0182 m       | Vysoká            |                             | SK    |
| 2452 m | Slavkovský štít   | 49°09′57″ s. š., 20°11′04″ v. d. | 0178 m       | Bradavica         | turisticky přístupný        | SK    |
| 2441 m | Prostredný hrot   | 49°11′05″ s. š., 20°11′40″ v. d. | 0131 m       | Široká veža       |                             | SK    |
| 2428 m | Hrubý vrch        | 49°10′14″ s. š., 20°01′36″ v. d. | 0252 m       | Kriváň            |                             | SK    |
| 2424 m | Mengusovský štít  | 49°11′13″ s. š., 20°03′35″ v. d. | 0207 m       | Vysoká            |                             | SK/PL |
| 2421 m | Satan             | 49°09′47″ s. š., 20°03′07″ v. d. | 0182 m       | Hrubý vrch        |                             | SK    |
| 2418 m | Kolový štít       | 49°12′38″ s. š., 20°11′56″ v. d. | 0161 m       | Čierny štít       |                             | SK    |
| 2417 m | Javorový štít     | 49°11′15″ s. š., 20°10′05″ v. d. | 0168 m       | Široká veža       |                             | SK    |
| 2413 m | Veľké Solisko     | 49°09′45″ s. š., 20°01′55″ v. d. | 0113 m       | Hrubý vrch        |                             | SK    |
| 2381 m | Štrbský štít      | 49°10′13″ s. š., 20°02′27″ v. d. | 0131 m       | Satan             |                             | SK    |
| 2374 m | Krátka            | 49°09′47″ s. š., 20°00′47″ v. d. | 0105 m       | Hrubý vrch        |                             | SK    |
| 2363 m | Kôprovský štít    | 49°10′56″ s. š., 20°02′54″ v. d. | 0113 m       | Mengusovský štít  | turisticky přístupný        | SK    |
| 2301 m | Svinica           | 49°13′10″ s. š., 20°00′36″ v. d. | 0351 m       | Gerlachovský štít | turisticky přístupný        | SK/PL |
| 2291 m | Kozi Wierch       | 49°13′06″ s. š., 20°01′44″ v. d. | 0165 m       | Svinica           | přístupný (Orla Perć)       | PL    |
| 2284 m | Tupá              | 49°09′12″ s. š., 20°06′04″ v. d. | 0117 m       | Končistá          |                             | SK    |
| 2233 m | Miedziane         | 49°12′04″ s. š., 20°02′51″ v. d. | 0204 m       | Mengusovský štít  |                             | PL    |
| 2230 m | Jahňací štít      | 49°13′10″ s. š., 20°12′29″ v. d. | 0140 m       | Kolový štít       | turisticky přístupný        | SK    |
| 2210 m | Široká            | 49°12′32″ s. š., 20°08′13″ v. d. | 0172 m       | Javorové veže     |                             | SK    |

Mezi vrcholy nesplňující uvedená kritéria (buď výšku nebo prominenci) patří i některé turisticky přístupné hory – ve slovenské části Východná Vysoká (2429 m), Hrubý štít (2172 m), Predné Solisko (2093 m) a Velká Svišťovka (2038 m) a v polské části Zadni Granat (2240 m), Kościelec (2155 m) a Kasprov vrch (1987 m).